# Govardhan-hegy

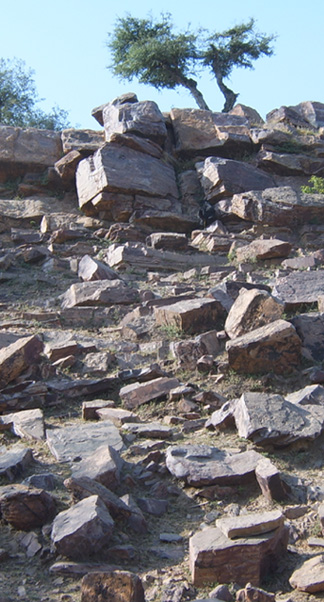
Közeli kép a Govardhana hegyről

Govardhan (szanszkrit:गोवर्धन) Vrindávana városa mellett található, mintegy 8 km hosszú homokkő hegy India Uttar Prades államában. A hinduizmus számos hagyománya szerint szentnek van nyilvánítva, főleg azon tradíciók – például a vaisnavizmus és annak Csaitanja által alapított  Gandíja-szamprada irányzata (amely nagyon népszerű  Govardhana térségében) – számára nagyon fontos, amelyek Krisnát, vagy Visnut imádják mint Legfelsőbb Istenséget (Ísvara). A Govardhan-hegyet minden évben rengeteg zarándok látogatja, parikramát végezni, körbejárni a hegyet, miközben imádkoznak, szent énekeket énekelnek (bhadzsan), vagy dzsapa meditációt (Isten szent neveinek imalánc segítségével való kántálása) folytatnak. A hagyomány szerint a hegy és környéke adott helyet Krisna és Balaráma különleges, isteni kedvteléseinek (lila) Isten, Krisna legutóbbi reinkarnációja alatt.
Amikor 1515-ben Csaitanja Maháprabhu Vrindávanába zarándokolt, Govardhana-parikrámot végzett, miközben nem lépett a hegyre, mert a Gandíja-szamprada hagyományok szerint a Govardhan hegy nem különbözik a Legfelsőbb Istenségtől, Krisnától, ezért a  hagyományok követői nem érintik lábukkal a hegyet, vagy az arról származó követ (síla), de Istenként imádják azt.

## Meghatározás
A "Govardhan" névnek két elsődleges jelentése van. A "Go" irodalmi fordítása tehén a "vardhana" pedig táplálékot, táplálást jelent. A "Go" másik jelentése az érzékek, "vardhana" pedig növekedést is jelent. Ez az a név, amit Krisna imádói (bhakták) úgy is fordítanak, hogy "aki növeli az érzékeket" a Krisna iránti vonzódás felé. Ebben a vonatkozásban a hit szerint a Govardhan személyisége a Krisna iránti odaadással (bhaktival) áldja meg a bhaktákat, ezért a Govardhan hegyhez költözve minden érzék és a hívő összes Isten iránti kötelessége isteni állapotot ér el, és eléggé megtisztul ahhoz, hogy  örök hajlékán szolgálhassa majd Krisnát.

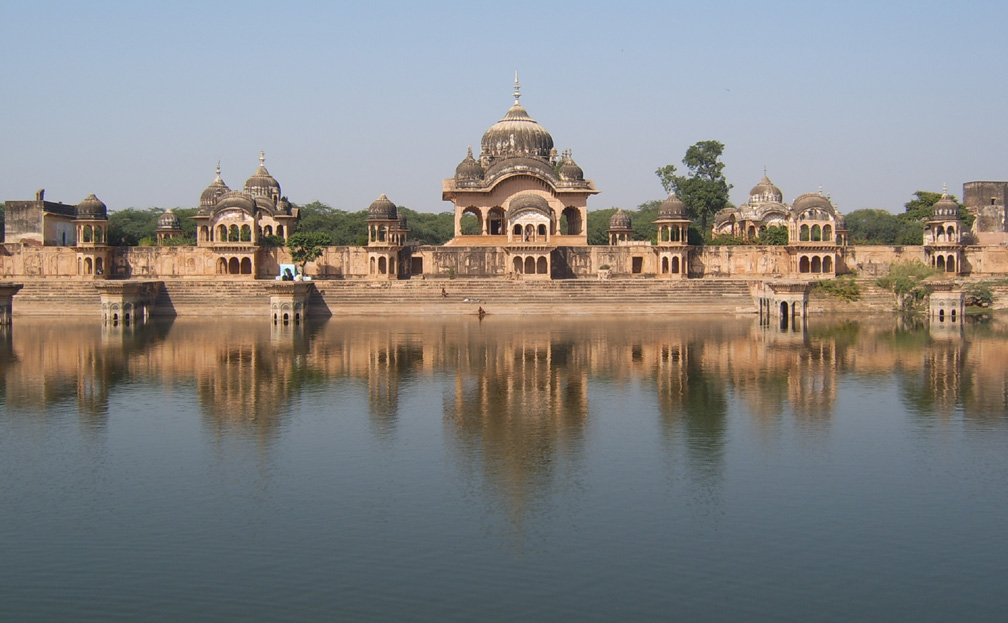
Kusuma Sarovar, egyike a szent helyeknek

## A Govardhan felemelése
A  Vaisnava hagyományok (Bhágavata-purána) szerint Indra félisten, a mennyek királya féltékeny lett a gyermek Krisnára, (a legfelsőbb Istenség egyik inkarnációja  "Krisna minden Inkarnáció forrása"), aki rábeszélte Vrindávana lakóit, hogy a szokásos áldozatot ne Indrának, hanem a Govardhan hegynek mutassák be, ezért dühében a legnagyobb felhőit hívta, hogy óriási esőt zúdítva a környékre, mindent elárasszon. Krisna, hogy Isteni mivoltát kinyilvánítsa, felemelte a Govardhan hegyet, ami alatt Vrindávana összes lakója, állatok, emberek egyaránt menedékre találtak a hét nap, hét éjszakán át szakadatlanul zuhogó eső elől. Végül Indra elismerte Krisna győzelmét és imákat ajánlott neki, majd visszavonult mennyei lakhelyére, Svargára.

## A Govardhan parikram
Miután Krisna ernyőként tartva a Govardhan hegyet megvédte Vraja (Vrindávana) lakóit a hét napig tartó szakadatlan esőtől, amit Indra, a mennyek és az összes félisten királya zúdított rájuk, azt tanácsolta nekik, imádják a Govardhan hegyet, amit a lakók meg is tettek rengeteg étel (bhoga) felajánlásával és a hegy körbejárásával (parikram).
A Govardhan felemelésének emlékére minden évben megrendezett fesztivál Govardhan Pudzsaként terjedt el, a Vaisnava hagyományok követői között. A fesztiválra a Dípávali (a fény ünnepe) utáni napon kerül sor. A hívők 108 különböző ételt készítenek, kizárólag tisztának nyilvánított alapanyagokból, vagyis hús, hal, tojás és bizonyos zöldségek (mint például hagyma, gomba) használata nélkül.